# Piper City (Illinois)
Piper City es una villa ubicada en el condado de Ford en el estado estadounidense de Illinois. En el censo de 2010 tenía una población de 826 habitantes y una densidad poblacional de 583,04 personas por km².

## Geografía
Piper City se encuentra ubicada en las coordenadas 40°45′22″N 88°11′20″O / 40.75611, -88.18889. Según la Oficina del Censo de los Estados Unidos, Piper City tiene una superficie total de 1.42 km², de la cual 1.42 km² corresponden a tierra firme y (0%) 0 km² es agua.

## Demografía
Según el censo de 2010, había 826 personas residiendo en Piper City. La densidad de población era de 583,04 hab./km². De los 826 habitantes, Piper City estaba compuesto por el 96.25% blancos, el 0% eran afroamericanos, el 0.36% eran amerindios, el 0.73% eran asiáticos, el 0% eran isleños del Pacífico, el 1.94% eran de otras razas y el 0.73% pertenecían a dos o más razas. Del total de la población el 5.93% eran hispanos o latinos de cualquier raza.